# Campoplex conocola
Campoplex conocola är en stekelart som först beskrevs av Sievert Allen Rohwer 1917.  Campoplex conocola ingår i släktet Campoplex och familjen brokparasitsteklar. Inga underarter finns listade.